# Johan Farjot
 (décembre 2023).
 (juin 2020).
Si vous disposez d'ouvrages ou d'articles de référence ou si vous connaissez des sites web de qualité traitant du thème abordé ici, merci de compléter l'article en donnant les références utiles à sa vérifiabilité et en les liant à la section « Notes et références ».
Johan Farjot est un pianiste, chef d'orchestre, compositeur, arrangeur et pédagogue français.

## Biographie
Johan Farjot est né à Saint-Étienne, où il apprend la musique au sein du conservatoire à rayonnement régional local. Il développe ensuite son apprentissage au Conservatoire national supérieur de musique et de danse de Paris où il suit, entre autres, l'enseignement de Michaël Levinas, Thierry Escaich, Zsolt Nagy. Il y remporte cinq prix (harmonie, contrepoint, fugue, analyse, direction d'orchestre).
Titulaire de l'agrégation de musique, il étudie parallèlement la musique de chambre au Conservatoire national supérieur de musique et de danse de Lyon.

## Activités musicales

### Compositeur, arrangeur
Compositeur aux multiples facettes, Johan Farjot s'emploie à ne jamais s'enfermer dans des étiquettes stylistiques. Son œuvre est défendue par de nombreux interprètes comme en témoigne le disque Contemporary Clarinet Concertos (Diapason d'Or, Diapason de l'Année, Choix de France Musique, etc.) sorti en août 2019 chez Outhere - Fuga Libera.
Dans ce disque, figure aux côtés des concertos de Lindberg et Hartmann, son triple concerto Fantasme - Cercles de Mana pour alto (Arnaud Thorette), violoncelle (Antoine Pierlot), clarinette (Jean-Luc Votano) et orchestre (Orchestre philharmonique royal de Liège dirigé par Christian Arming).
Une monographie est également sortie numériquement en mai 2020 (sortie physique en septembre 2020) chez Klarthe, sous le titre Childhood, avec des pièces chambristes de Johan Farjot interprétées par une trentaine d'artistes (tels que l'Ensemble Contraste, Geneviève Laurenceau, Jérôme Ducros, Pierre Génisson, etc.).
Le compositeur aborde également d'autres styles, si l'on prend à témoin le livre-disque pop paru avec l'Ensemble Contraste en 2017 chez Gallimard, intitulé Georgia, Tous mes Rêves chantent en partenariat avec l'association SOS Villages d'enfants. De nombreux artistes y ont participé et chanté sa musique (tels Alain Chamfort, Emily Loizeau, Albin de la Simone, Marie Oppert, etc.).

### Pianiste, chef d'orchestre
Il est pianiste au sein de l'ensemble Contraste qu’il a créé et codirige avec le violoniste et altiste Arnaud Thorette.
Il est dédicataire et créateur de nombreuses œuvres d'aujourd’hui (Karol Beffa, Philippe Hersant, etc.).
Un témoignage discographique live est paru au printemps 2020 chez MDC/Pias (Les Mille et une Nuits du Jazz, Johan Farjot, Raphaël Imbert and Guests).

### Catalogue sélectif d'œuvres

#### Musique pour instrument solo
- Carmen d’Escale, Violon, 2019 (ed. Klarthe)
- Childhood 1, Piano, 2019 (ed. Klarthe)
- Childhood 2, Piano (et saxophone improvisé facultatif), 2019 (ed. Klarthe)
- Gretchen’s Room, Piano, 2019
- Nuit d’Adieu, Alto, 2014 (ed. Klarthe)
- Skyscrapers, Clarinette, 2019 (ed. Klarthe)

#### Musique de chambre
- Audacieux Pégase, Duo pour saxophone alto et piano (œuvre pédagogique, ed. Soldano), 2019
- Choral, pour 4 musiciens : piano, Fender Rhodes, saxophone, alto, 2013
- Chidhood 3, pour piano et 6 violons, 2020
- Cracovia, pour 4 musiciens : piano, Fender Rhodes, saxophone, alto, 2013
- Lacrymosa, pour 4 musiciens : piano, Fender Rhodes, saxophone, alto, 2013
- Lament, pour 4 musiciens : piano, Fender Rhodes, saxophone, alto, 2013
- Menaces de l’Arc, Trio pour clarinette, cor et piano, 2019 (ed. Klarthe)
- Molly’s Song, pour Quatuor avec piano, 2017 (ed. Klarthe)
- New York City, pour Octuor de saxophones : 2 sopr. - 2 alt. - 2 tén. - 2 bar., 2019 (ed. Klarthe)
- Paraphrase Gnossienne, pour 4 musiciens : piano, Fender Rhodes, saxophone, alto, 2013
- Rivage, pour Quatuor avec piano, 2019
- Sea Shanties, Trio pour clarinette, alto, piano, 2019 (ed. Klarthe)
- Un Mot Encore, pour 4 musiciens : piano, Fender Rhodes, saxophone, alto, 2013

#### Musique vocale
- Haïku 1. (poème anonyme), pour voix féminine et piano, 2019 (ed. Klarthe)
- Haïku 2. (poème Daniel Morel), pour quatuor vocal masculin (2 ténors - 2 barytons) et piano, 2019 (ed. Klarthe)
- Haïku 3. (poème Famille Léger) pour voix féminine et alto, 2019 (ed. Klarthe)
- Nel Mezzo del Cammin (poème Dante) pour 2 voix féminines et quatuor à cordes, 2019 (ed. Klarthe)
- Pater Noster, pour quatuor vocal masculin a capella (2 ténors - 2 barytons), 2019 (ed. Klarthe)

#### Musique orchestrale
- Fantasme - Cercles de Mana, pour orchestre symphonique et 3 solistes concertants (clarinette, alto et violoncelle), 2014 (ed. Klarthe)
- Eau de Vie, pour orchestre à cordes et piano concertant, 2019

#### Contes pour enfant
- Eustache le Moine (Auteur : d’Arnaud Thorette), pour voix masculine et Trio (clarinette, alto, piano), 2019
- Georgia – Tous mes rêves chantent (Auteur : Thimothée de Fombelle), 2016
- Siam – Au fil de l’eau (Auteur : Arnaud Thorette), 2020

- Coup de cœur Jeune Public automne 2020 de l'Académie Charles Cros.

#### Thèmes de jazz
- 25 Years, 2018
- Blues for Angels, 2018
- Get Moving, Lovely Boy, 2018
- Next Stop to Roma, 2018